# 2003-as Formula–1 kanadai nagydíj
A 2003-as Formula–1 világbajnokság nyolcadik futama a kanadai nagydíj volt.

## Futam
| Helyezés | Rajtszám | Versenyző             | Csapat/Motor     | Futott kör | Idő/Kiesés oka | Rajthely | Pont |
| -------- | -------- | --------------------- | ---------------- | ---------- | -------------- | -------- | ---- |
| 1        | 1        | Michael Schumacher    | Ferrari          | 70         | 1h31:13.591    | 3        | 10   |
| 2        | 4        | Ralf Schumacher       | Williams-BMW     | 70         | + 0.784        | 1        | 8    |
| 3        | 3        | Juan Pablo Montoya    | Williams-BMW     | 70         | + 1.355        | 2        | 6    |
| 4        | 8        | Fernando Alonso       | Renault          | 70         | + 4.481        | 4        | 5    |
| 5        | 2        | Rubens Barrichello    | Ferrari          | 70         | + 1:04.261     | 5        | 4    |
| 6        | 6        | Kimi Räikkönen        | McLaren-Mercedes | 70         | + 1:10.502     | 20       | 3    |
| 7        | 14       | Mark Webber           | Jaguar-Cosworth  | 69         | + 1 kör        | 6        | 2    |
| 8        | 20       | Olivier Panis         | Toyota           | 69         | + 1 kör        | 7        | 1    |
| 9        | 19       | Jos Verstappen        | Minardi-Cosworth | 68         | + 2 kör        | 15       |      |
| 10       | 15       | Antônio Pizzonia      | Jaguar-Cosworth  | 64         | + 4 kör        | 13       |      |
| 11       | 21       | Cristiano da Matta    | Toyota           | 64         | + 6 kör        | 9        |      |
| Ki       | 18       | Justin Wilson         | Minardi-Cosworth | 60         | Váltóhiba      | 18       |      |
| Ki       | 17       | Jenson Button         | BAR-Honda        | 51         | Váltóhiba      | 17       |      |
| Ki       | 5        | David Coulthard       | McLaren-Mercedes | 47         | Váltóhiba      | 11       |      |
| Ki       | 9        | Nick Heidfeld         | Sauber-Petronas  | 47         | Motorhiba      | 12       |      |
| Ki       | 7        | Jarno Trulli          | Renault          | 22         | Baleset        | 8        |      |
| Ki       | 11       | Giancarlo Fisichella  | Jordan-Ford      | 20         | Váltóhiba      | 16       |      |
| Ki       | 12       | Ralph Firman          | Jordan-Ford      | 20         | Motorhiba      | 19       |      |
| Ki       | 16       | Jacques Villeneuve    | BAR-Honda        | 14         | Fékhiba        | 14       |      |
| Ki       | 10       | Heinz-Harald Frentzen | Sauber-Petronas  | 6          | Elektronika    | 10       |      |

## A világbajnokság élmezőnyének állása a verseny után
| H  | Versenyzők         | Pont | H  | Konstruktőrök    | Pont |
| -- | ------------------ | ---- | -- | ---------------- | ---- |
| 1. | Michael Schumacher | 54   | 1. | Ferrari          | 86   |
| 2. | Kimi Räikkönen     | 51   | 2. | McLaren-Mercedes | 76   |
| 3. | Fernando Alonso    | 34   | 3. | Williams-BMW     | 64   |
| 4. | Ralf Schumacher    | 33   | 4. | Renault          | 47   |
| 5. | Rubens Barrichello | 31   | 5. | Jordan-Ford      | 11   |

## Statisztikák
Vezető helyen:
- Ralf Schumacher: 19 (1-19)
- Michael Schumacher: 40 (20 / 26-48 / 55-70)
- Fernando Alonso: 11 (21-25 / 49-54)

Michael Schumacher 68. (R) győzelme, Ralf Schumacher 3. pole-pozíciója, Fernando Alonso 1. leggyorsabb köre.
- Ferrari 163. győzelme.